# Amtsgericht Höchstadt an der Aisch
Das Amtsgericht Höchstadt an der Aisch war ein von 1879 bis 1959 bestehendes bayerisches Gericht der ordentlichen Gerichtsbarkeit mit Sitz in Höchstadt an der Aisch, das bis 1973 Zweigstelle des Amtsgerichtes Forchheim weitergeführt wurde.

## Geschichte
Im Jahre 1804 wurde im Verlauf der Verwaltungsneugliederung Bayerns das Landgericht Höchstadt an der Aisch errichtet. 1806 bis 1814 war es zwischenzeitlich ein Landgericht im Großherzogtum Würzburg. Mit Inkrafttreten des Gerichtsverfassungsgesetzes am 1. Oktober 1879 errichtete man in Höchstadt an der Aisch ein Amtsgericht, dessen Sprengel sich aus den Gemeinden des bisherigen Landgerichtsbezirks zusammensetzte. Übergeordnete Instanzen waren das Landgericht Bamberg und das Oberlandesgericht Bamberg. Im Jahre 1959 wurde das Amtsgericht als Zweigstelle des Amtsgerichtes Forchheim weitergeführt. Am 1. Juli 1973 wurde die Zweigstelle des Amtsgerichtes Forchheim in Höchstadt an der Aisch aufgelöst und dessen Verfahren dem Amtsgericht Erlangen zugewiesen.